# بنزرگ
بنزرگ یک دهکده در شهرداری‌ بشار، استان بشار، الجزایر است. این دهکده در بزرگراه ملی N6 و راه آهن مشریا-بشار در ۵۰ کیلومتری (۳۱ مایل) شمال شرقی بشار قرار دارد.